# Монтерей (Теннессі)
Монтерей (англ. Monterey) — місто (англ. town) в США, в окрузі Патнем штату Теннессі. Населення — 2746 осіб (2020).

## Географія
Монтерей розташований за координатами 36°8′45″ пн. ш. 85°15′51″ зх. д. / 36.14583° пн. ш. 85.26417° зх. д. (36.145948, -85.264219).  За даними Бюро перепису населення США в 2010 році місто мало площу 7,92 км², з яких 7,90 км² — суходіл та 0,01 км² — водойми.

## Демографія
Згідно з переписом 2010 року, у місті мешкало 2850 осіб у 1042 домогосподарствах у складі 693 родин. Густота населення становила 360 осіб/км².  Було 1195 помешкань (151/км²).
Расовий склад населення:
| - 83,0 % — білих - 1,0 % — корінних американців - 0,5 % — вихідців з тихоокеанських островів - 0,5 % — азіатів - 0,4 % — чорних або афроамериканців - 13,5 % — осіб інших рас |

До двох чи більше рас належало 1,2 %. Частка іспаномовних становила 24,8 % від усіх жителів.
За віковим діапазоном населення розподілялося таким чином: 27,5 % — особи молодші 18 років, 56,0 % — особи у віці 18—64 років, 16,5 % — особи у віці 65 років та старші. Медіана віку мешканця становила 34,3 року. На 100 осіб жіночої статі у місті припадало 95,3 чоловіків;  на 100 жінок у віці від 18 років та старших — 89,5 чоловіків також старших 18 років.
Середній дохід на одне домашнє господарство  становив 39 338 доларів США (медіана — 24 631), а середній дохід на одну сім'ю — 44 375 доларів (медіана — 30 823). Медіана доходів становила 31 278 доларів для чоловіків та 22 702 долари для жінок. За межею бідності перебувало 33,4 % осіб, у тому числі 47,9 % дітей у віці до 18 років та 19,4 % осіб у віці 65 років та старших.
Цивільне працевлаштоване населення становило 900 осіб. Основні галузі зайнятості: виробництво — 27,7 %, освіта, охорона здоров'я та соціальна допомога — 18,6 %, мистецтво, розваги та відпочинок — 10,2 %, роздрібна торгівля — 8,8 %.